# Тибетская астрология
Тибетская астрология (Вайли: tsis) — традиционное тибетское учение, сочетающее в себе элементы китайской и индийской астрологии. Будучи тесно связанной с традиционной тибетской медициной, является важной частью тибетской культуры.

## История появления
Тибетская астрология представляет собой синкретическую систему, в которой обычно выделяется две основные части:
- Карци (Вайли: skar rtsis) — «белая» астрология, или астрология «звёзд», возникшая под влиянием индийской астрологии. В ней используются математические вычисления, роднящие её с западной астрологической традицией.[3]
- Чжунци (Вайли: byung rtsis) или нагци (Вайли: nag rtsis) — астрология «элементов», или «чёрная» астрология, возникшая под влиянием китайских источников. В ней подсчёты сведены к минимуму, но больше психологических интерпретаций.[4]

Цветовые различия связаны с тибетскими названиями для Китая (Вайли: rGya-Nag — «черное пространство») и Индии (Вайли: rGya-dKar — «белое пространство»), а также соотносятся с цветом одежд: индийцы носили белые, китайцы — преимущественно чёрные одежды.
Одними из самых ранних текстов, проникших на Тибет, были шиваистские астрологические тантры, такие как Шива-свародая-тантра. Китайская ветвь тибетской астрологии получила импульс к развитию после женитьбы тибетского царя Сонгцена Гампо на китайской принцессе Вэньчэн в середине седьмого века, которая, как считается, привезла с собой ряд китайских астрологических и медицинских трактатов.
А согласно легенде, астрология элементов (нагци) была принесена на Тибет Конфуцием, которого тибетцы называют Конгце. Он является важным персонажем эпоса о Гэсэре и рассматривается как воплощение Манджушри.
Автором чёрной астрологии (нагци) считается сам Манджушри
Астрология элементов основана на использовании в расчётах точного времени рождения и наиболее часто используется для построения гороскопов.
Появление белой астрологии (карци) связано с переводом с санскрита на тибетский язык Калачакра-тантры в 1027 году. В тот год, так называемый год огненного зайца, 60-летний астрологический цикл рабджунг (тиб. རབ་བྱུང༌།, Вайли rab byung) был положен в основу тибетского календаря.
Один из разделов белой астрологии, янчар (Вайли: dbyang char — «проявление через гласные звуки»), сформировался под влиянием Шива-свародая-тантры и Калачакра-тантры. Эта система также схожа с западной астрологией. В ней используются обширные астрономические вычисления, рассматриваются пять планет (Меркурий, Венера, Марс, Юпитер, Сатурн), Солнце, Луна, оба лунных узла (Раху и Кету), а также применяется нумерология. Астрологическая система Калачакры в чистом виде исключает из рассмотрения Кету (южный лунный узел).

## Описание

### Практика предсказаний
Предсказание (тиб.: мо) занимает важное место в жизни тибетцев и имеет разнообразные формы, такие как астрологические расчёты, различные гадания, медиумические прорицания. Во многих мелких ежедневных вопросах тибетцы используют для гадания чётки. Другие распространённые способы — сверка с «благоприятными» или «неблагоприятными» днями в астрологическом альманахе, распознавание предзнаменований, бросание игральных костей. Для более детальных прогнозов тибетцы обращаются к астрологам.
Астрология используется также в тибетской геомантии (Вайли: sa dpyad), сложившейся под влиянием различных культур. К геомантии обращаются за помощью при возведении зданий и для других действий, связанных с причинением беспокойства Земле. В этом случае на астрологические расчёты полагаются, чтобы подобрать необходимое время для овладения местностью, выполнения обрядов освящения для противодействия негативным влияниям, для синхронизации различных фаз проекта.

## Современное положение
Астрологические расчёты являются неотъемлемой частью жизни большинства тибетцев. Тибетцы обычно планируют свою жизнь в соответствии с астрологическими данными, выбирают день для свадьбы, начала путешествия, строительства, посева зерновых, сбора урожая или других событий, ориентируясь на рекомендации астролога. Институт тибетской медицины и астрологии Мен-ци-кханг ежегодно публикует астрологический альманах, который является официальным тибетским календарём, и в котором отмечаются «благоприятные» и «неблагоприятные» дни.
Мен-ци-кханг был воссоздан в Дхарамсале по инициативе Далай-ламы XIV для сохранения и развития тибетской медицины и астрологии. Сам Далай-лама, считая астрологию важной частью тибетской культуры, не верит в неё, говоря, что «Будда сказал: что бы ни случилось, это результат вашей кармы, ваших действий и случайности».
В Тибетском автономном районе, входящем в состав КНР, астрология попадает в разряд суеверий, и согласно культурной политике Китая различные формы предсказаний и гаданий находятся вне закона. Это ограничение повлияло на практику тибетской медицины во многих аспектах (аналогично снизилось использование И-Цзин в традиционной китайской медицине).